# 크리스마스로 불리는 소년
크리스마스로 불리는 소년(영어: A Boy Called Christmas)는 2021년 매트 헤이그의 동명의 소설을 원작으로 제작한 가족 영화이다.

## 출연

### 주연
- 토비 존스 - 토포 신부 역
- 샐리 호킨스

### 조연
- 헨리 로풀 - 니콜라스 역
- 짐 브로드벤트-보돌 신부 역
- 매기 스미스 - 루스 역
- 미힐 하위스만 - 조엘 역
- 크리스튼 위그 - 칼로타 역
- 스티븐 머천트 - 미아카 역 (목소리)
- 인디카 왓슨 - 리틀 누시 역
- 조 마가렛 콜레티

## 같이 보기
- 크리스마스 영화 목록